# 1976 Голяма награда на Австрия
1976 Голяма награда на Австрия е 8-о за Голямата награда на Австрия и дванадесети кръг от сезон 1976 във Формула 1, провежда се на 15 август 1976 година на пистата Йостерайхринг близо до Шпийлберг, Австрия.

## Репортаж
След тежката катастрофа на Ники Лауда в Нюрбургринг последваха и още по-неприятни новини. Енцо Ферари реши да оттегли отбора на Скудерия Ферари за ГП на Австрия, поради намесата на британските отбори от ФОКА в защита на Джеймс Хънт. Макар Лауда вече да е вън от опасност за живота, той все още се възстановява от тежките контузии, докато Хънт ще се възползва максимално от отсъствието на прекия си съперник.
Организаторите решиха да компенсираха отсъствието на Лауда като повикаха местните пилоти да вземат участие в състезанието като само Ото Щупахер и Карл Опицхаузер проявиха интерес. Въпреки че са записани в списъка с участниците, Щупахер и Опицхаузер не бяха пуснати да вземат участие поради липса на състезателни километри. Гай Едуардс си контузи китката по време на първия старт в Германия, а болидът му е поет от Харалд Ертъл в отбора на Хескет. РАМ Рейсинг и Лорис Кесел се споразумяха накрая и швейцареца се върна в отбора като съотборник на Лела Ломбарди. Инсайн са без титулярния пилот Крис Еймън, който реши да прекрати състезателната си кариера и отбора повика състезателя от Формула 2, Ханс Биндер.

### Квалификация
Хънт взе седмата си пол-позиция без никакви проблеми (като англичанина пръв изпробва новия Макларън M26, преди да остане с M23 за квалификацията), но зад него се класираха Джон Уотсън, Рони Петерсон, Гунар Нилсон, Жак Лафит и Том Прайс. Победителят от 1975 Виторио Брамбила остана седми пред Карлос Паче, Марио Андрети и Джоди Шектър.

### Състезание
Хънт запази позицията си до първия завой където Уотсън успя да изпревари Макларън-а за лидерството. Петерсон също мина пред Хънт за втора позиция пред Нилсон, Лафит, Прайс, Паче, Шектър и Андрети. Трудният сезон за Карлос Ройтеман продължи като този път аржентинеца остана без съединител и отпадна от надпреварата. Във втората обиколка Брамбила загуби контрола върху своя Марч, но успя да се върне на трасето с леко повредено предно крило, докато Шектър изпревари Паче за шеста позиция. Петерсон и Уотсън си размениха позициите си, преди шведа да се откъсне пред Пенске-то в третата обиколка като през това време Шектър изпревари северно-ирландеца, след като се справи с Прайс, Нилсон и Хънт. В 10-а обиколка Тирел-ът изпревари Петерсон, докато Уотсън, Нилсон, Хънт и Лафит се намират близо до тях.
Петерсон си върна водачеството в 11-а обиколка, докато Уотсън и Нилсон изпревариха Шектър. Обиколка по-късно северно-ирландеца отново излезе начело като този път не даде никакъв шанс на Петерсон да контра-атакува. Шектър напусна надпреварата в 14-а обиколка с повредено окачване, което го прати в мантинелите като болида му изхвърли кал пред Хънт и Лафит. Това даде шанс на Нилсон да изпревари и двамата, както и Петерсон в 19-а обиколка. През това време Уотсън отвори преднина от пет секунди пред преследвачите си. Артуро Мерцарио си заби Марч-а си, докато Прайс се прибра в бокса с проблеми в спирачките, а крахът на Тирел стана пълен с отпадането и на Патрик Депайе със същите проблеми каквито имаше Шектър.
Хънт загуби позиция от Лафит породено от разхлабен преден нос, докато французина погълна и Марч-а на Петерсон в 29-а обиколка. Шведът обаче си върна позицията си в 30-а, давайки шанс на Хънт да се доближи до тях преди Лижие-то и Макларън-а да минат напред в следващата обиколка. Ханс-Йоахим Щук отпадна от осма позиция с проблеми с горивната система, докато Алън Джоунс разруши Съртис-а си срещу огражденията като инцидента му е копие на инцидента което отне живота на Марк Донъхю, но австралиеца излезе невредим.
В 36-а обиколка преднината на Уотсън стана 12 секунди пред втория Нилсон, който вече е преследван от Лижие-то на Лафит. В изцяло оспорвана борба французина надделя срещу Лотус-а на шведа в 45-а обиколка за втора позиция, въпреки опитите на Гунар да блокира атаките на Лафит. Хънт се намира на самотната четвърта позиция, докато Андрети стана следващия пилот изпреварвайки Петерсон в 46-а обиколка. Междувременно Брамбила все пак успя да влезе в бокса за смяна на ново предно крило, преди да изхвърли себе си и Емерсон Фитипалди извън състезанието след това. Дебютът на Биндер завърши с проблем с дросела, седем обиколки до финала.
Уотсън пресече финална комфортно пред втория Лафит за своята първа победа в неговата кариера, както и за Пенске (като северно-ирландеца се съгласи с Роджър Пенске преди състезанието да си обръсне брадата ако спечели). Нилсон записа втория си подиум, въпреки проблеми с двигателя да принуди шведа да паркира Лотус-а, след финала. Хънт завърши на разочарованата четвърта позиция пред Андрети и Петерсон, докато Йохен Мас е последния пилот който финишира заедно с обиколката на победителя като дори е благосклонен към Нилсон да го докара до боксовете. Ертъл, Анри Пескароло, Брет Лънгър, Алесандро Писенти-Роси и Лела Ломбарди са останалите финиширали, докато Кесел остана на 10 обиколки изоставане от победителя.

## Класиране
| Поз | No | Пилот                  | Конструктор       | Обиколки | Време/Отпадане  | Място | Точки |
| --- | -- | ---------------------- | ----------------- | -------- | --------------- | ----- | ----- |
| 1   | 28 | Джон Уотсън            | Пенске-Форд       | 54       | 1:30:07.86      | 2     | 9     |
| 2   | 26 | Жак Лафит              | Лижие-Матра       | 54       | + 10.79         | 5     | 6     |
| 3   | 6  | Гунар Нилсон           | Лотус-Форд        | 54       | + 11.98         | 4     | 4     |
| 4   | 11 | Джеймс Хънт            | Макларън-Форд     | 54       | + 12.44         | 1     | 3     |
| 5   | 5  | Марио Андрети          | Лотус-Форд        | 54       | + 21.49         | 9     | 2     |
| 6   | 10 | Рони Петерсон          | Марч-Форд         | 54       | + 34.34         | 3     | 1     |
| 7   | 12 | Йохен Мас              | Макларън-Форд     | 54       | + 59.45         | 12    |       |
| 8   | 24 | Харалд Ертъл           | Хескет-Форд       | 53       | +1 Об.          | 20    |       |
| 9   | 38 | Анри Пескароло         | Съртис-Форд       | 52       | +2 Об.          | 22    |       |
| 10  | 18 | Брет Лънгър            | Съртис-Форд       | 51       | Инцидент        | 16    |       |
| 11  | 39 | Алесандро Писенти-Роси | Тирел-Форд        | 51       | +3 Об.          | 23    |       |
| 12  | 33 | Лела Ломбарди          | Брабам-Форд       | 50       | +4 Об.          | 24    |       |
| Отп | 22 | Ханс Биндер            | Инсайн-Форд       | 47       | Дросел          | 19    |       |
| НКл | 32 | Лорис Кесел            | Брабам-Форд       | 44       | Не е класиран   | 25    |       |
| Отп | 9  | Виторио Брамбила       | Марч-Форд         | 43       | Инцидент        | 7     |       |
| Отп | 30 | Емерсон Фитипалди      | Фитипалди-Форд    | 43       | Инцидент        | 17    |       |
| Отп | 8  | Карлос Паче            | Брабам-Алфа Ромео | 40       | Инцидент        | 18    |       |
| Отп | 17 | Жан-Пиер Жарие         | Шадоу-Форд        | 40       | Горивна помпа   | 8     |       |
| Отп | 19 | Алън Джоунс            | Съртис-Форд       | 30       | Инцидент        | 15    |       |
| Отп | 34 | Ханс-Йоахим Щук        | Марч-Форд         | 26       | Горивна система | 11    |       |
| Отп | 4  | Патрик Депайе          | Тирел-Форд        | 24       | Окачване        | 13    |       |
| Отп | 20 | Артуро Мерцарио        | Волф-Форд         | 17       | Инцидент        | 21    |       |
| Отп | 16 | Том Прайс              | Шадоу-Форд        | 14       | Спирачки        | 6     |       |
| Отп | 3  | Джоди Шектър           | Тирел-Форд        | 14       | Окачване        | 10    |       |
| Отп | 7  | Карлос Ройтеман        | Брабам-Алфа Ромео | 0        | Съединител      | 14    |       |

## Класиране след състезанието
| Поз | Пилот         | Точки |
| --- | ------------- | ----- |
| 1   | Ники Лауда    | 61    |
| 2   | Джеймс Хънт   | 38    |
| 3   | Джоди Шектър  | 36    |
| 4   | Патрик Депайе | 26    |
| 5   | Джон Уотсън   | 19    |
| 6   | Клей Регацони | 16    |
| 7   | Жак Лафит     | 16    |
| 8   | Йохен Мас     | 14    |

| Поз | Конструктор       | Точки   |
| --- | ----------------- | ------- |
| 1   | Ферари            | 64      |
| 2   | Тирел-Форд        | 49      |
| 3   | Макларън-Форд     | 43 (44) |
| 4   | Пенске-Форд       | 19      |
| 5   | Лижие-Матра       | 16      |
| 6   | Лотус-Форд        | 12      |
| 7   | Брабам-Алфа Ромео | 9       |
| 8   | Марч-Форд         | 7       |